# Ланзони, Жуан
Жуан Ланзони Нету (порт.-браз. João Lanzoni Neto; 22 августа 1930, Куритиба — 13 сентября 2014, Матиньюс), в некоторых источниках Жуан Лансони Нетту (порт.-браз. João Lançoni Netto), в других Жуан Ланзоне Нету (порт.-браз. João Lanzone Neto), более известный под именем Ланзониньо (порт.-браз. Lanzoninho) — бразильский футболист, полузащитник.

## Карьера
Ланзониньо начал карьеру в клубе «Агуа-Верди», откуда в конце 1948 года перешёл в «Коритибу». Свой первый матч за клуб он провёл в феврале 1949 года на Кубок Коритибы. Он выступал за клуб два сезона до 1951 года. Последний матч в составе команды Ланзониньо сыграл 21 января 1951 года с «Ферровиарио» (2:2) в последнем туре чемпионата штата. В марте того же года футболист перешёл в стан «Понте-Преты». Спустя два года Ланзониньо стал игроком клуба «Сан-Паулу», с которым выиграл титул чемпиона штата. В 1954 году полузащитник был арендован клубом «Нороэсте», где был вместе с Жозе Коломбо одним из двух лидеров клуба. Затем Ланзониньо играл за «Португезу Сантисту», а в 1955 году возвратился в стан «Триколор». В 1957 году он провёл сезон за «Санта-Круз», помогая тому выиграть чемпионат штата Пернамбуку, затем вновь перешёл в «Коритибу», где сыграл одну встречу 20 апреля 1958 года с «Операрио» (2:3), и опять за «Сан-Паулу». Всего за «Триколор» он провёл 147 матчей и забил 50 голов. При этом в том сезоне футболист, вместе с Зизиньо был в одном из месяцев оштрафован на 40 % заработной платы, за то, что гулял в два часа дня, что запрещалось в клубе.
— Ланзони, помнишь меня?
— Ух ты, а кто тебя не знает, Пеле!
— Вау, ты меня не помнишь?
— О Господи! Весь мир знает, что ты Король футбола, как я могу не знать, кто ты?
— Ланзониньо, помните того маленького мальчика, который чистил вам бутсы, когда вы собирались играть с «Бауру»? Это был я…
В 1959 году Ланзониньо перешёл в «Жувентус». Через год он перешёл в «Коринтианс», дебютировав 28 января 1960 года в товарищеском матче с «Универсидад де Чили» (4:2). Затем он вновь играл за «Жувентус». В 1961 году Ланзониньо уехал в Аргентину в клуб «Индепендьенте». Он дебютировал в составе команды 7 мая против клуба «Ривер Плейт» (1:1). Всего за команду полузащитник провёл 22 матча и забил 4 гола, два из которых 20 августа в матче с «Расингом», который ознаменовал возвращение клуба на родной стадион «Эстадио Индепендьенте», закрывавшийся на реконструкцию. После этого он вернулся в Бразилию, где играл за «Палмейрас», проведя за клуб 9 игр и забив гола, и «Спорт Ресифи». Позже он возвратился в «Коринтианс», за который провёл, в общей сложности, 54 матча (33 победы, 10 ничьих и 11 поражений) и забил 17 голов, по другим данным 55 матчей и 18 голов. Затем в 1963 и 1964 годах играл вместе с соотечественником Вилсоном Буззоне в перуанской команде «Спорт Бойз», заняв с клубом четвёртое место. Выступал в клубе «Британия», колумбийских «Мильонариосе» в 1965 году и «Америке», клубе «Тупи» и «Нороэсте».
Завершив игровую карьеру, Лазаниньо стал работать тренером. В 1968 году он возглавил «Атлетико Паранаэнсе». Затем в 1971 году стал исполняющим обязанности тренера «Коритибы». А в 1972 году стал главным тренером команды и привёл её к титулу чемпиона штата. В 1973 году он вновь работал в «Атлетико». Также он тренировал клубы «Санта-Круз», «Гояния», «XV ноября» из Жау, «Ферровиарио» из Форталезы и «Виторию» из Салвадора.
После окончания карьеры, Лазаниньо поселился в городе Итапетининга, где работал в церкви Пятидесятников. У него был дипломатический паспорт посла мира от ООН. Лазаниньо умер вследствие инсульта 13 сентября 2014 года в Матиньюсе.

## Достижения

### Как игрок
- Чемпион штата Сан-Паулу: 1953
- Чемпион штата Пернамбуку: 1957, 1962

### Как тренер
- Чемпион штата Парана: 1972

## Статистика
- Профиль на ogol.com.br